# Deobriga
Basilodes là một chi bướm đêm thuộc họ Noctuidae. Hiện tại nó được coi là đồng nghĩa của Basilodes.

## Hình ảnh

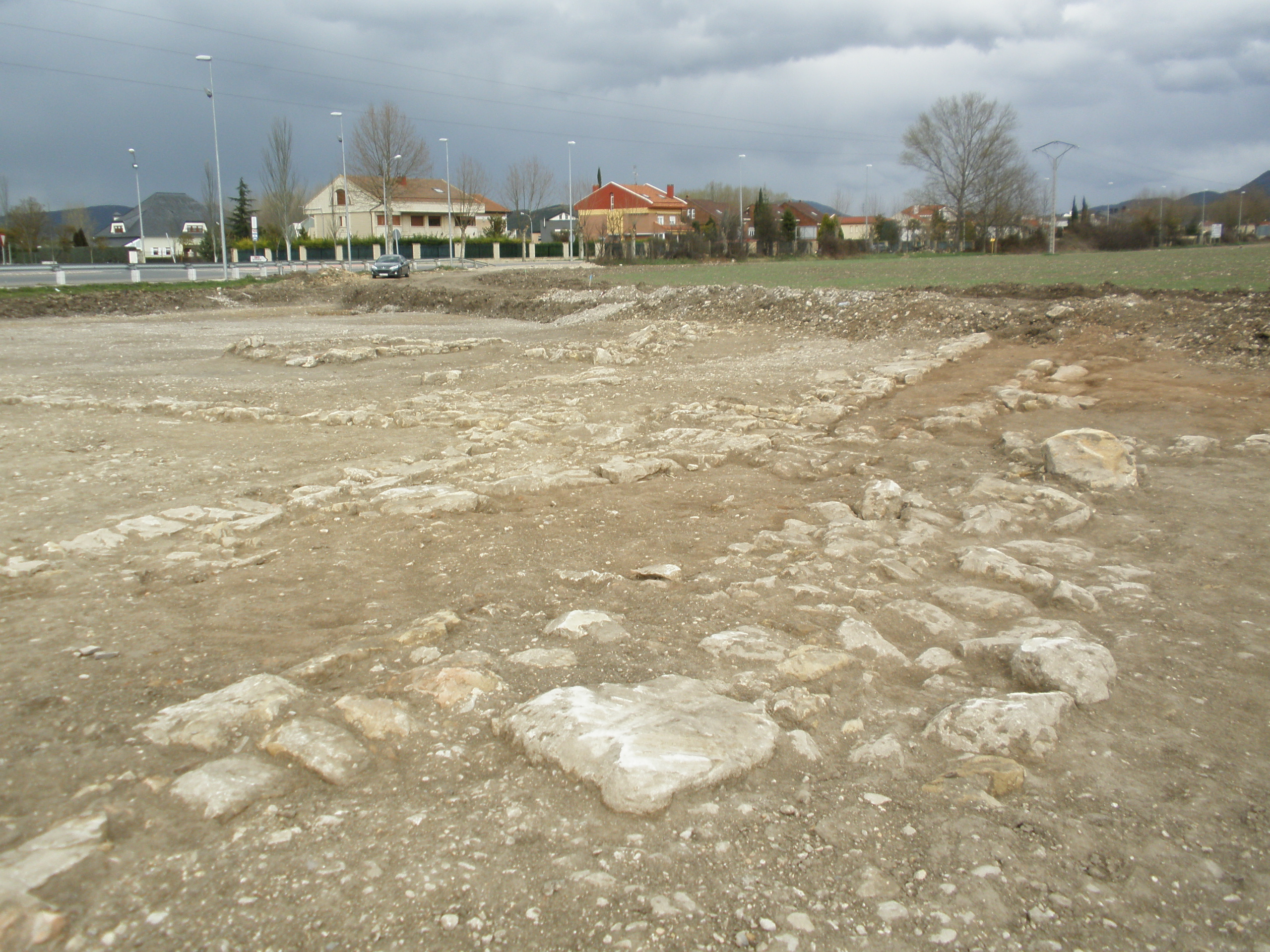
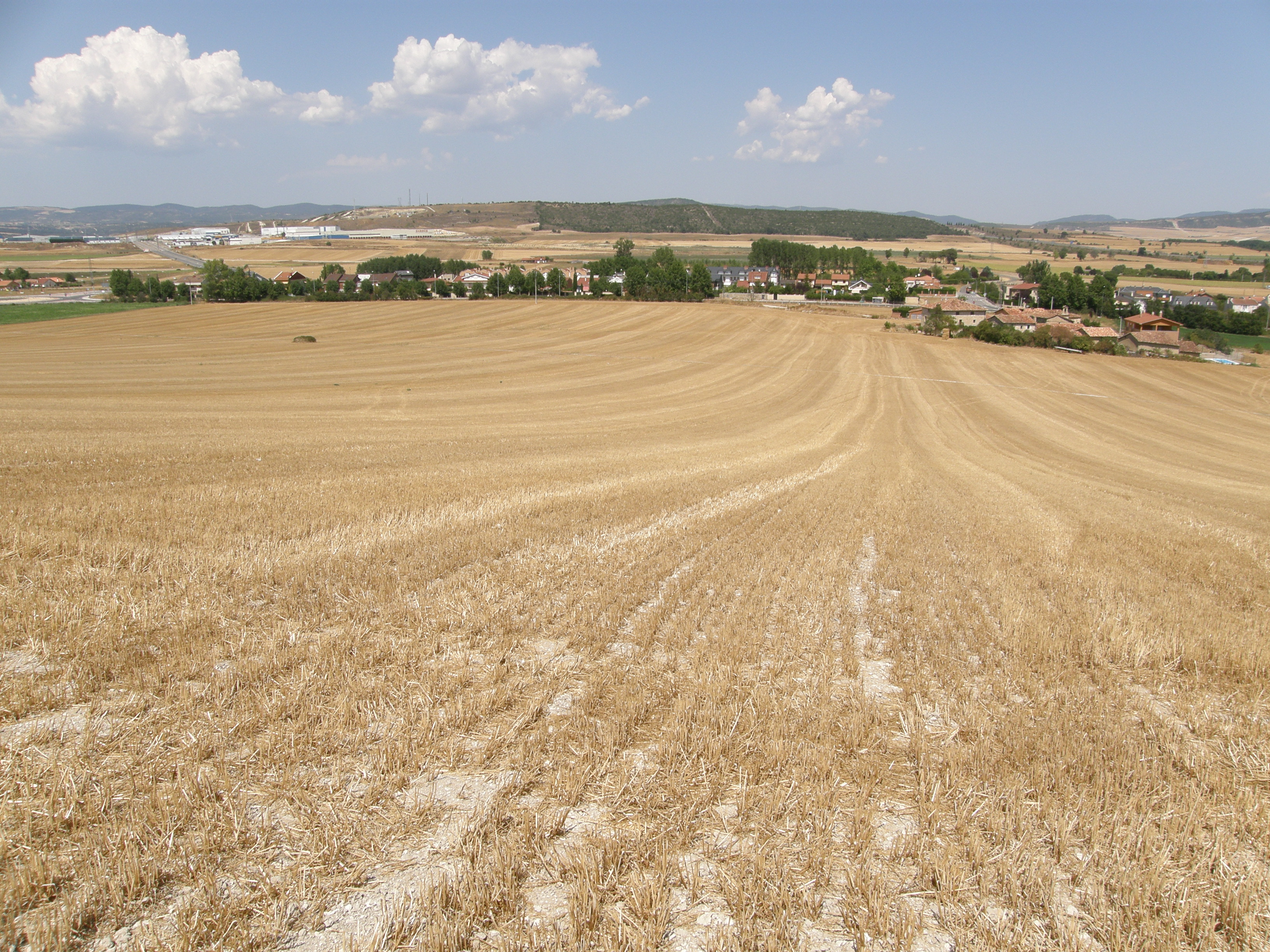